# Wang Luobin
Wang Luobin (王洛宾, 28 décembre 1913 – 14 mars 1996 à Urumqi) est un auteur-compositeur chinois reconnu comme le « père du chant folklorique moderne chinois ». Il est spécialiste des chansons en mandarin inspirées par les musiques des minorités ethniques de l'Ouest de la Chine.

## Biographie
Wang est né à Pékin le 28 décembre 1913. Il est diplômé du département de musique de l'université normale de Pékin en 1934 et participe activement à la seconde guerre sino-japonaise dans la province du Shanxi à partir de 1937. En 1938, à Lanzhou dans la province du Gansu, il publie sa première chanson inspirée du Xinjiang, La Fille de Dabancheng (en). Il vit dans le Nord-Ouest de la Chine pendant plus de 50 ans et consacre son temps à transcrire, adapter, collecter, et réviser les chansons folkloriques locales. En tout, Wang a écrit sept opéras et édité six livres de chansons, et a publié quelque 700 chansons du Xinjiang, les plus célèbres étant Alamuhan (阿拉木汗, inspirée par une chanson du peuple ouïghour), Awariguli (peut-être également une chanson ouïghoure), Les Fleurs et la Jeunesse (une chanson du peuple musulman Hui), Dans ce lieu lointain (en) (de la province de Qinghai), Soulève ton voile (en) (掀起你的盖头来), Duldal et Maria (une chanson kazakh), Mayila, et Le croissant de lune se lève (半个月亮爬上来, Ban Ge Yueliang Pa Shang Lai).
Wang commence à être récompensé pour son travail à la fin de sa vie. En 1993, Dans ce lieu lointain et Le Croissant de lune se lève sont sélectionnées comme musiques classiques chinoises du XXe siècle. Un an plus tard, en juillet 1994, Wang reçoit le Prix pour contribution exceptionnelle de la Bourse des cultures occidentales et orientales de l'UNESCO. Wang devient maire d'honneur de Dabancheng dans la région autonome ouïghoure du Xinjiang en décembre de cette année.
Quand Wang a voulu mettre sous droits d'auteur les chansons du Xinjiang qu'il avait publié, une controverse a éclaté pour savoir s'il a volé ces chansons folkloriques aux minorités, c'est-à-dire qu'il ne les a pas réellement « composées » mais uniquement « transcrites » et « ajouté des paroles en chinois ». En 1994, Sidiⱪ Haji Rozi, qui vit maintenant aux États-Unis, publie un article dans le journal Ürümqi keqilik geziti titré « Wang Luobin, pilleur de chanson, arrête de voler ! ».
Wang épouse Huang Yulan à Lanzhou en 1945 et a trois fils, Wang Haiyan, Wang Haixing et Wang Haicheng. Huang meurt en 1951 de la tuberculose. Wang vit en Australie pendant un moment avec son fils Haiyan qui a immigré en 1981, et déclare que ses derniers travaux s'inspirent des paysages et de la flore et la faune d'Australie.
Wang meurt d'un cancer le 14 mars 1996 à l'âge de 83 ans. Ses chansons sont toujours populaires aujourd'hui, et des adaptations modernes ont été enregistrées par le chœur angélique de Pékin (en), et ont connu du succès en Chine et à l'étranger ; par le 12 Girls Band; et par le chanteur de rock Dao Lang, qui est surtout connu pour sa musique pop occidentale de style chinois. En 2014, le groupe de punk chinois SMZB reprend Soulève ton voile (en) (掀起你的盖头来) dans son album 中国来信 (A letter from China).